# سفارة دولة فلسطين لدى أوزبكستان
سفارة دولة فلسطين لدى أوزبكستان هي الممثلية الدبلوماسية العُليا لدولة فلسطين لدى جمهورية أوزبكستان. تقع السفارة في حي الياكساراي في شارع كنستيتوتسيا في طشقند.